# Giải vô địch bóng đá nữ U-17 châu Âu
Giải vô địch bóng đá nữ U-17 châu Âu (tiếng Anh: UEFA Women's Under-17 Championship) là giải bóng đá nữ tổ chức thường niên bởi UEFA dành cho các đội tuyển U-17 quốc gia. Giải bắt đầu từ mùa giải 2007–08 sau khi được chấp thuận bởi Ban chấp hành UEFA vào ngày 22 tháng 5 năm 2006. Giải cũng đồng thời là vòng loại Giải vô địch bóng đá nữ U-17 thế giới vào các năm chẵn. Đức hiện là đội tuyển giàu thành tích nhất với sáu lần giành ngôi vị quán quân.

## Lịch sử
Tại cuộc họp vào ngày 22 tháng 5 năm 2006 tại Gleneagles, phía bắc Glasgow, Scotland, Ban chấp hành UEFA giới thiệu về giải bóng đá nữ U-17 châu Âu kể từ mùa giải 2007/08 để bắt nhịp cùng giải U-17 nữ thế giới của FIFA. Giải đấu đầu tiên bắt đầu từ 20 tới 23 tháng 5 năm 2008 ở trụ sở UEFA tại Nyon, Thụy Sĩ với 4 đội tham dự. Đức là đội vô địch sau khi đánh bại Pháp 3–0. 5 vòng chung kết sau đó đều được tổ chức tại Nyon. Từ mùa giải 2013/14 có 8 đội tham dự và tổ chức ở nhiều địa điểm khác nhau.

## Thể thức
Giải gồm ba giai đoạn. Đầu tiên sẽ là hai vòng loại gồm các bảng 4 đội, thi đấu vòng tròn một lượt tại một trong các quốc gia trong bảng và chọn ra bảy đội vào vòng chung kết cùng chủ nhà. Tại vòng chung kết, các đội chia ra làm 2 bảng 4 đội. Các đội đầu bảng giành quyền vào bán kết. Các đội thắng bán kết sẽ lọt vào chung kết để tranh chức vô địch. Các đội thua bán kết thi đấu trận tranh giải ba.

## Lần đầu tham dự của các đội
| Năm  | Tên              | Tên         | Tên        | Tên      |
| ---- | ---------------- | ----------- | ---------- | -------- |
| 2008 | Đan Mạch         | Đức         | Anh        | Pháp     |
| 2009 | Na Uy            | Tây Ban Nha |            |          |
| 2010 | Cộng hòa Ireland | Hà Lan      |            |          |
| 2011 | Iceland          |             |            |          |
| 2012 | Thụy Sĩ          |             |            |          |
| 2013 | Bỉ               | Ba Lan      | Thụy Điển  |          |
| 2014 | Ý                | Áo          | Bồ Đào Nha | Scotland |
| 2015 | Không có         | Không có    | Không có   | Không có |
| 2016 | Belarus          | Séc         | Serbia     |          |
| 2017 | Không có         | Không có    | Không có   | Không có |
| 2018 | Litva            |             |            |          |

## Kết quả
| Năm           | Nơi tổ chức           |                                | Chung kết                      | Chung kết                      | Chung kết                      |                                | Tranh hạng ba1                 | Tranh hạng ba1                 | Tranh hạng ba1 |
| Năm           | Nơi tổ chức           | Vô địch                        | Tỉ số                          | Á quân                         | Hạng ba                        | Tỉ số                          | Hạng tư                        |                                |                |
| ------------- | --------------------- | ------------------------------ | ------------------------------ | ------------------------------ | ------------------------------ | ------------------------------ | ------------------------------ | ------------------------------ | -------------- |
| 2008 Chi tiết | Thụy Sĩ               | · Đức                          | 3 – 0                          | · Pháp                         | · Đan Mạch                     | 4 – 1                          | · Anh                          |                                |                |
| 2009 Chi tiết | Thụy Sĩ               | · Đức                          | 7 – 0                          | · Tây Ban Nha                  | · Pháp                         | 3 – 1                          | · Na Uy                        |                                |                |
| 2010 Chi tiết | Thụy Sĩ               | · Tây Ban Nha                  | 0 – 0 (4 – 1 (p)               | · Cộng hòa Ireland             | · Đức                          | 3 – 0                          | · Hà Lan                       |                                |                |
| 2011 Chi tiết | Thụy Sĩ               | · Tây Ban Nha                  | 1 – 0                          | · Pháp                         | · Đức                          | 8 – 2                          | · Iceland                      |                                |                |
| 2012 Chi tiết | Thụy Sĩ               | · Đức                          | 1 – 1 (4 – 3 (p)               | · Pháp                         | · Đan Mạch                     | 0 – 0 (5 – 4 (p)               | · Thụy Sĩ                      |                                |                |
| 2013 Chi tiết | Thụy Sĩ               | · Ba Lan                       | 1 – 0                          | · Thụy Điển                    | · Tây Ban Nha                  | 4 – 0                          | · Bỉ                           |                                |                |
| 2014 Chi tiết | Anh                   | · Đức                          | 1 – 1 (3 – 1 (p)               | · Tây Ban Nha                  | · Ý                            | 0 – 0 (4 – 3 (p)               | · Anh                          |                                |                |
| 2015 Chi tiết | Iceland               | · Tây Ban Nha                  | 5 – 2                          | · Thụy Sĩ                      | Pháp và Đức                    | Pháp và Đức                    | Pháp và Đức                    |                                |                |
| 2016 Chi tiết | Belarus               | · Đức                          | 0 – 0 (3 – 2 (p)               | · Tây Ban Nha                  | · Anh                          | 2 – 1                          | · Na Uy                        |                                |                |
| 2017 Chi tiết | Cộng hòa Séc          | · Đức                          | 0 – 0 (3 – 1 (p)               | · Tây Ban Nha                  | Hà Lan và Na Uy                | Hà Lan và Na Uy                | Hà Lan và Na Uy                |                                |                |
| 2018 Chi tiết | Litva                 | · Tây Ban Nha                  | 2–0                            | · Đức                          | · Phần Lan                     | 2–1                            | · Anh                          |                                |                |
| 2019 Chi tiết | Bulgaria              | · Đức                          | 1–1 (3 – 2 (p))                | · Hà Lan                       | · Tây Ban Nha và · Bồ Đào Nha  | · Tây Ban Nha và · Bồ Đào Nha  | · Tây Ban Nha và · Bồ Đào Nha  |                                |                |
| 2020 Chi tiết | Thụy Điển             | Bị hủy bỏ vì đại dịch COVID-19 | Bị hủy bỏ vì đại dịch COVID-19 | Bị hủy bỏ vì đại dịch COVID-19 | Bị hủy bỏ vì đại dịch COVID-19 | Bị hủy bỏ vì đại dịch COVID-19 | Bị hủy bỏ vì đại dịch COVID-19 | Bị hủy bỏ vì đại dịch COVID-19 |                |
| 2021 Chi tiết | Quần đảo Faroe        | Bị hủy bỏ vì đại dịch COVID-19 | Bị hủy bỏ vì đại dịch COVID-19 | Bị hủy bỏ vì đại dịch COVID-19 | Bị hủy bỏ vì đại dịch COVID-19 | Bị hủy bỏ vì đại dịch COVID-19 | Bị hủy bỏ vì đại dịch COVID-19 | Bị hủy bỏ vì đại dịch COVID-19 |                |
| 2022 Chi tiết | Bosnia và Herzegovina | · Đức                          | 2–2 (3–2 (p))                  | · Tây Ban Nha                  | · Pháp                         | 2–0                            | · Hà Lan                       |                                |                |
| 2023 Chi tiết | Estonia               | · Pháp                         | 3–2                            | · Tây Ban Nha                  | Anh và Thụy Sĩ                 | Anh và Thụy Sĩ                 | Anh và Thụy Sĩ                 |                                |                |
| 2024 Chi tiết | Thụy Điển             | · Tây Ban Nha                  | 4–0                            | · Anh                          | · Ba Lan                       | 2–2 (4–2 (p))                  | · Pháp                         |                                |                |
| 2025 Chi tiết | Quần đảo Faroe        | · Hà Lan                       | 2–1                            | · Na Uy                        | Pháp và Ý                      | Pháp và Ý                      | Pháp và Ý                      |                                |                |
| 2026 Chi tiết | Bắc Ireland           |                                |                                |                                |                                |                                |                                |                                |                |
| 2027 Chi tiết | Phần Lan              |                                |                                |                                |                                |                                |                                |                                |                |

## Thành tích
| Tên đội          | Vô địch                                            | Á quân                                 | Hạng ba        | Hạng tư              | Bán kết        |
| ---------------- | -------------------------------------------------- | -------------------------------------- | -------------- | -------------------- | -------------- |
| Đức              | 8 (2008, 2009, 2012, 2014, 2016, 2017, 2019, 2022) | 1 (2018)                               | 2 (2010, 2011) |                      | 1 (2015)       |
| Tây Ban Nha      | 5 (2010, 2011, 2015, 2018, 2024)                   | 6 (2009, 2014, 2016, 2017, 2022, 2023) | 1 (2013)       |                      | 1 (2019)       |
| Pháp             | 1 (2023)                                           | 3 (2008, 2011, 2012)                   | 2 (2009, 2022) | 1 (2025)             | 2 (2015, 2025) |
| Hà Lan           | 1 (2025)                                           | 1 (2019)                               |                | 2 (2010, 2022)       | 1 (2017)       |
| Ba Lan           | 1 (2013)                                           |                                        | 1 (2024)       |                      |                |
| Anh              |                                                    | 1 (2024)                               | 1 (2016)       | 3 (2008, 2014, 2018) | 1 (2023)       |
| Na Uy            |                                                    | 1 (2025)                               |                | 2 (2009, 2016)       | 1 (2017)       |
| Thụy Sĩ          |                                                    | 1 (2015)                               |                | 1 (2012)             | 1 (2023)       |
| Cộng hòa Ireland |                                                    | 1 (2010)                               |                |                      |                |
| Thụy Điển        |                                                    | 1 (2013)                               |                |                      |                |
| Ý                |                                                    |                                        | 1 (2014)       |                      | 1 (2025)       |
| Đan Mạch         |                                                    |                                        | 2 (2008, 2012) |                      |                |
| Phần Lan         |                                                    |                                        | 1 (2018)       |                      |                |
| Iceland          |                                                    |                                        |                | 1 (2011)             |                |
| Bỉ               |                                                    |                                        |                | 1 (2013)             |                |
| Bồ Đào Nha       |                                                    |                                        |                |                      | 1 (2019)       |

## Các đội từng tham dự giải
Chú thích
- - 1st – Vòng loại
  - 2nd – Á quân
  - 3rd – Hạng 3
  - 4th – Hạng 4
  - SF – Bán kết
  - GS – Vòng bảng (từ năm 2014 trở đi)
  -  •  – Không vượt qua vòng loại
  -  ×  – Không tham dự / Rút lui
  - Q – Vượt qua vòng loại cho giải đấu tới
  -    — Chủ nhà  Trong ngoặc hiển thị số đội tham dự của giải đấu

| Đội tuyển            | 2008 (4) | 2009 (4) | 2010 (4) | 2011 (4) | 2012 (4) | 2013 (4) | 2014 (8) | 2015 (8) | 2016 (8) | 2017 (8) | 2018 (8) | 2019 (8) | 2022 (8) | 2023 (8) | 2024 (8) | 2025 (8) | Tổng cộng |
| -------------------- | -------- | -------- | -------- | -------- | -------- | -------- | -------- | -------- | -------- | -------- | -------- | -------- | -------- | -------- | -------- | -------- | --------- |
| Áo                   | ×        | ×        | •        | •        | •        | •        | GS       | •        | •        | •        | •        | GS       | •        | •        | •        | GS       | 3         |
| Belarus              | •        | •        | •        | •        | •        | •        | •        | •        | GS       | •        | •        | •        | ×        | •        | •        | •        | 1         |
| Bỉ                   | •        | •        | •        | •        | •        | 4th      | •        | •        | •        | •        | •        | •        | •        | •        | GS       | •        | 2         |
| Bosna và Hercegovina | ×        | ×        | ×        | ×        | •        | •        | •        | •        | •        | •        | •        | •        | GS       | •        | •        | •        | 1         |
| Bulgaria             | •        | •        | •        | •        | •        | •        | •        | •        | •        | •        | •        | GS       | •        | •        | •        | •        | 1         |
| Séc                  | •        | •        | •        | •        | •        | •        | •        | •        | GS       | GS       | •        | •        | •        | •        | •        | •        | 2         |
| Đan Mạch             | 3rd      | •        | •        | •        | 3rd      | •        | •        | •        | •        | •        | •        | GS       | GS       | •        | •        | •        | 4         |
| Anh                  | 4th      | •        | •        | •        | •        | •        | 4th      | GS       | 3rd      | GS       | 4th      | GS       | •        | SF       | 2nd      | •        | 9         |
| Estonia              | •        | •        | •        | •        | •        | •        | •        | •        | •        | •        | •        | •        | •        | GS       | •        | •        | 1         |
| Quần đảo Faroe       | •        | •        | •        | •        | •        | •        | •        | •        | •        | •        | •        | •        | •        | •        | •        | GS       | 1         |
| Phần Lan             | •        | •        | •        | •        | •        | •        | •        | •        | •        | •        | 3rd      | •        | GS       | •        | •        | •        | 2         |
| Pháp                 | 2nd      | 3rd      | •        | 2nd      | 2nd      | •        | GS       | SF       | •        | GS       | •        | •        | 3rd      | 1st      | 4th      | SF       | 11        |
| Đức                  | 1st      | 1st      | 3rd      | 3rd      | 1st      | •        | 1st      | SF       | 1st      | 1st      | 2nd      | 1st      | 1st      | GS       | •        | •        | 13        |
| Iceland              | •        | •        | •        | 4th      | •        | •        | •        | GS       | •        | •        | •        | •        | •        | •        | •        | •        | 2         |
| Ý                    | •        | •        | •        | •        | •        | •        | 3rd      | •        | GS       | •        | GS       | •        | •        | •        | •        | SF       | 4         |
| Litva                | •        | •        | •        | •        | •        | •        | •        | •        | •        | •        | GS       | •        | •        | •        | •        | •        | 1         |
| Hà Lan               | •        | •        | 4th      | •        | •        | •        | •        | •        | •        | SF       | GS       | 2nd      | 4th      | •        | •        | 1st      | 6         |
| Na Uy                | •        | 4th      | •        | •        | •        | •        | •        | GS       | 4th      | SF       | •        | •        | GS       | •        | GS       | 2nd      | 7         |
| Ba Lan               | •        | •        | •        | •        | •        | 1st      | •        | •        | •        | •        | GS       | •        | •        | GS       | 3rd      | GS       | 5         |
| Bồ Đào Nha           | ×        | ×        | ×        | ×        | ×        | ×        | GS       | •        | •        | •        | •        | SF       | •        | •        | GS       | •        | 3         |
| Cộng hòa Ireland     | •        | •        | 2nd      | •        | •        | •        | •        | GS       | •        | GS       | •        | •        | •        | •        | •        | •        | 3         |
| Scotland             | •        | •        | •        | •        | •        | •        | GS       | •        | •        | •        | •        | •        | •        | •        | •        | •        | 1         |
| Serbia               | ×        | •        | •        | •        | •        | •        | •        | •        | GS       | •        | •        | •        | •        | •        | •        | •        | 1         |
| Tây Ban Nha          | •        | 2nd      | 1st      | 1st      | •        | 3rd      | 2nd      | 1st      | 2nd      | 2nd      | 1st      | SF       | 2nd      | 2nd      | 1st      | GS       | 14        |
| Thụy Điển            | •        | •        | •        | •        | •        | 2nd      | •        | •        | •        | •        | •        | •        | •        | GS       | GS       | •        | 3         |
| Thụy Sĩ              | •        | •        | •        | •        | 4th      | •        | •        | 2nd      | •        | •        | •        | •        | •        | SF       | •        | •        | 3         |

## Kết quả tại Giải vô địch bóng đá nữ U-17 thế giới
Chú thích
- 1st – Vô địch
- 2nd – Á quân
- 3rd – Hạng 3
- 4th – Hạng 4
- QF – Tứ kết
- GS – Vòng bảng
- Q – Vượt qua vòng loại cho giải đấu tới
- — Chủ nhà

Số đọi tham dự được hiển thị trong ngoặc
| Đội tuyển        | 2008 (4) | 2010 (4) | 2012 (4) | 2014 (8) | 2016 (8) | 2018 (8) | 2022 (8) | 2024 (8) | 2025 (8) | Tổng cộng |
| ---------------- | -------- | -------- | -------- | -------- | -------- | -------- | -------- | -------- | -------- | --------- |
| Azerbaijan       | -        | -        | GS       | -        | -        | -        | -        | -        | -        | 1         |
| Đan Mạch         | QF       | -        | -        | -        | -        | -        | -        | -        | -        | 1         |
| Anh              | 4th      | -        | -        | -        | QF       | -        | -        | 4th      | -        | 3         |
| Phần Lan         | -        | -        | -        | -        | -        | GS       | -        | -        | -        | 1         |
| Pháp             | GS       | -        | 1st      | -        | -        | -        | GS       | -        | Q        | 4         |
| Đức              | 3rd      | QF       | 4th      | GS       | QF       | QF       | 4th      | -        | -        | 7         |
| Ý                | -        | -        | -        | 3rd      | -        | -        | -        | -        | Q        | 2         |
| Hà Lan           | -        | -        | -        | -        | -        | -        | -        | -        | Q        | 1         |
| Na Uy            | -        | -        | -        | -        | -        | -        | -        | -        | Q        | 1         |
| Ba Lan           | -        | -        | -        | -        | -        | -        | -        | QF       | -        | 1         |
| Cộng hòa Ireland | -        | QF       | -        | -        | -        | -        | -        | -        | -        | 1         |
| Tây Ban Nha      | -        | 3rd      | -        | 2nd      | 3rd      | 1st      | 1st      | 2nd      | Q        | 7         |

## Tổng thành tích
Dưới đây là tổng thành tích các đội tại các vòng chung kết. 3 điểm cho một trận thắng. Trận đấu nào phải giải quyết bằng loạt luân lưu thì tính là một trận hòa.
| XH | Đội tuyển        | Số VCK | Trận | Thắng | Hòa | Thua | HS    | Điểm |
| -- | ---------------- | ------ | ---- | ----- | --- | ---- | ----- | ---- |
| 1  | Đức              | 9      | 29   | 17    | 8   | 4    | 72:28 | 59   |
| 2  | Tây Ban Nha      | 8      | 28   | 16    | 10  | 2    | 58:23 | 58   |
| 3  | Anh              | 5      | 18   | 8     | 2   | 8    | 44:32 | 26   |
| 4  | Pháp             | 7      | 18   | 7     | 4   | 7    | 25:27 | 25   |
| 5  | Na Uy            | 4      | 14   | 5     | 2   | 7    | 16:22 | 17   |
| 6  | Thụy Sĩ          | 2      | 7    | 3     | 2   | 2    | 9:13  | 11   |
| 7  | Ý                | 2      | 8    | 2     | 3   | 3    | 4:5   | 9    |
| 8  | Hà Lan           | 2      | 6    | 2     | 1   | 3    | 5:10  | 7    |
| 9  | Ba Lan           | 1      | 2    | 2     | 0   | 0    | 4:1   | 6    |
| 10 | Cộng hòa Ireland | 3      | 8    | 1     | 2   | 5    | 1:10  | 5    |
| 11 | Đan Mạch         | 2      | 4    | 1     | 1   | 2    | 4:4   | 4    |
| 12 | Áo               | 1      | 3    | 1     | 1   | 1    | 2:2   | 4    |
| 13 | Serbia           | 1      | 3    | 1     | 0   | 2    | 6:6   | 3    |
| 14 | Thụy Điển        | 1      | 2    | 0     | 1   | 1    | 2:3   | 1    |
| 15 | Scotland         | 1      | 3    | 0     | 1   | 2    | 2:5   | 1    |
| 16 | Bồ Đào Nha       | 1      | 3    | 0     | 1   | 2    | 1:8   | 1    |
| 17 | Séc              | 2      | 6    | 0     | 1   | 5    | 3:17  | 1    |
| 18 | Bỉ               | 1      | 2    | 0     | 0   | 2    | 1:7   | 0    |
| 19 | Belarus          | 1      | 2    | 0     | 0   | 2    | 1:19  | 0    |
| 20 | Iceland          | 2      | 5    | 0     | 0   | 5    | 3:22  | 0    |

Tính tới 2017

## Giải thưởng
| Năm  | Tên cầu thủ                                                                                                 | Số bàn thắng |
| ---- | --- | ------------ |
| 2008 | Dzsenifer Marozsán                                                                                          | 2            |
| 2009 | Kyra Malinowski                                                                                             | 8            |
| 2010 | Megan Campbell Silvana Chojnowski Paloma Lazaro Melanie Leupolz Lena Petermann Raquel Pinel Amanda Sampedro | 1            |
| 2011 | Annabel Jäger Lina Magull                                                                                   | 4            |
| 2012 | Pauline Bremer Kadidiatou Diani                                                                             | 2            |
| 2013 | Nahikari García                                                                                             | 2            |
| 2014 | Jasmin Sehan Andrea Sánchez                                                                                 | 4            |
| 2015 | Stefanie Sanders                                                                                            | 6            |
| 2016 | Lorena Navarro Alessia Russo                                                                                | 6            |
| 2017 | Melissa Kössler                                                                                             | 3            |

| Năm  | Tên cầu thủ      |
| ---- | ---------------- |
| 2008 | Alexandra Popp   |
| 2009 | Kyra Malinowski  |
| 2010 | Dolores Gallardo |
| 2011 | Alba Pomares     |
| 2012 | Sandie Toletti   |
| 2013 | Ewa Pajor        |
| 2014 | Andrea Sánchez   |
| 2015 | Stefanie Sanders |
| 2016 | Caroline Siems   |